# Vicia suberviformis
Vicia suberviformis är en ärtväxtart som beskrevs av René Charles Maire. Vicia suberviformis ingår i släktet vickrar, och familjen ärtväxter. Inga underarter finns listade i Catalogue of Life.